# NGC 7657
NGC 7657 ist eine Balken-Spiralgalaxie vom Hubble-Typ SBd im Sternbild Tukan. Sie ist schätzungsweise 138 Millionen Lichtjahre von der Milchstraße entfernt.
Das Objekt wurde am 2. Oktober 1836 von John Herschel entdeckt.